# Morgan Hill
Morgan Hill är en stad (city) i Santa Clara County, i delstaten Kalifornien, USA. Enligt United States Census Bureau har staden en folkmängd på 38 477 invånare (2011) och en landarea på 33,4 km².